# Marion Rampal
Marion Rampal, née le 8 septembre 1980 à Marseille est une  auteure compositrice française, chanteuse de jazz. Elle s'exprime sur un répertoire large et varié, depuis ses propres compositions (avec Main Blue, Anne Paceo batterie et Pierre-François Blanchard piano et fender rhodes), en passant par un jazz et un blues ancrés dans la tradition (en sidewoman du saxophoniste Archie Shepp par exemple), jusqu'à des airs de musique classique (sur Bye Bye Berlin avec le Quatuor Manfred, ou encore sur Le Secret avec Pierre-François Blanchard).
La singularité de son style d'expression, combinant ces diverses influences et techniques, est soulignée par la critique. Le journaliste des Inrocks Louis-Julien Nicolaou écrit d'elle: « Aucune école, aucun professeur n’apprendra jamais à chanter comme le fait Marion Rampal. Son blues est extra-terrestre, son africanité blanche, sa féminité mâle, sa manière à elle seule ».
En 2022, Marion Rampal obtient la Victoire du jazz de l'artiste vocal.
En 2024, son album Oizel obtient le "Choc Jazz Magazine ", meilleure note de jazz magazine

## Biographie
Elle grandit avec le goût du jazz grâce à sa mère qui lui chante des mélodies qu'elle improvise à la manière de Michel Legrand, et à son grand-père qui joue Nat King Cole. Pendant l'adolescence, elle se produit en France et en Europe avec la chorale Anguélos de son lycée Chevreul Blancarde, et  compose et écrit ses premières chansons, pop, en Anglais. Peu après, elle fait partie du groupe de rock Wesh Wesh qui se produit pendant quelques années à partir de 1998.
À 19 ans, elle découvre la scène jazz de Marseille, et fait la rencontre du saxophoniste Raphaël Imbert dont elle rejoindra la Compagnie Nine Spirit. Elle entreprend alors des études de jazz à l'IMFP.
C'est sur le label de la Compagnie Nine Spirit que sort en 2009 son premier disque, Own Virago, dont elle a écrit et composé la musique.
En 2011, elle est la voix et la plume de Vertigo Songs de Perrine Mansuy. En 2012, elle rejoint l'orchestre Attica Blues et le Quintet d'Archie Shepp, avec qui elle se produit internationalement.
Avec François Richez, ancien guitariste de Wesh Wesh, elle crée le duo Pop Folk We Used to Have a Band et enregistre un EP.
Elle mène une recherche poétique sur ce qu’elle nomme "les gestes du Blues", inspirée par ses voyages en Louisiane et à New York. L'album Main Blue, aux côtés d’Anne Paceo et de Pierre-François Blanchard, est le fruit de ce travail. Il sort en 2016 sur le label e-motive records. Pendant la tournée elle invite à l’occasion Archie Shepp à se produire avec ce groupe .
Marion Rampal puise aussi dans le répertoire classique pour y trouver de nouveaux standards. Elle interprète de grands airs du cabaret berlinois des années 30 aux côtés du Quatuor Manfred dans le projet Bye Bye Berlin!, pour lequel elle a été nommée au prix Opus Klassik 2019 du meilleur enregistrement par une chanteuse soliste. Elle forme avec Pierre-François Blanchard un duo qui revisite mélodies et lieder en même temps que des classiques de la chanson française. Dans le même esprit, elle est régulièrement l’invitée du Salon Idéal fondé par Arièle Butaux ou encore de l'Ensemble Contraste.
Marion Rampal signe aussi des textes pour des compositions de la chanteuse Virginie Teychené, pour Anne Paceo (dans Circles, interprété par Leila Martial) ou Raphaël Imbert (dans Music is my Home, interprétés par Leyla McCalla, Alabama Slim et Big Ron Hunter).

## Discographie

### En tant que sidewoman
- 2018: Music is my Hope Raphaël Imbert (Jazz Village/ Pias) Victoires du Jazz
- 2014: I Hear the Sound Archie Shepp Attica Blues Orchestra (Archieball) Nomination aux Grammy Awards
- The Alpalachians (2014, Label Durance/Orkestra)
- 2013: Heavens Raphael Imbert, musique de D.Ellington&W.A.Mozart (Jazz Village/HM 2013)
- 2011: Vertigo Songs Perrine Mansuy (Laborie/Abeille 2011)
- 2006: Pieces for Christmas Peace Raphael Imbert et Sixtine Group (ZigZag Territoires/HM2006)